# Deutsche Waffen und Munitionsfabriken

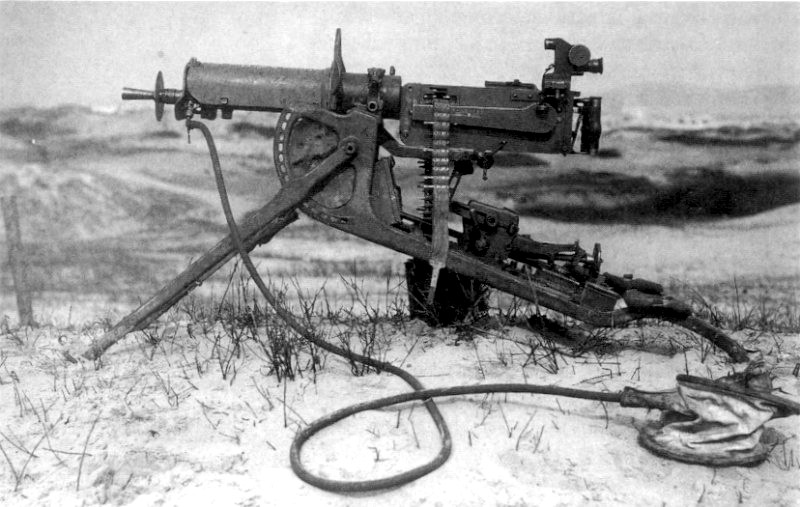
Una ametralladora MG08.

Deutsche Waffen- und Munitionsfabriken Aktien-Gesellschaft (Fábrica Alemana de Armas y Municiones Sociedad Anónima), conocida como DWM, fue una compañía de armas de fuego en el Imperio Alemán, creada en 1896 cuando Ludwig Loewe y Compañía fusionó sus plantas de producción de armas y municiones en una sola compañía. En 1896 Loewe fundó la Deutsche Waffen und Munitionsfabriken con una planta de municiones en Karlsruhe (Baden), anteriormente Deutsche Metallpatronenfabrik Lorenz, y la fábrica de armas en Berlín. Las acciones que Loewe tenía en otras fábricas de armas y municiones fueron transferidas a DWM. Esto incluía a Waffenfabrik Mauser, Fabrique Nationale d'Armes de Guerre (FN) en Bélgica y a Waffen und Munitionsfabrik A.G. en Budapest. La DWM fue creada por Isidor Loewe (1848-1910), ya que su hermano Ludwig había muerto en 1886. Karl Maybach (quien formó parte de la compañía Maybach) fue empleado de la compañía Loewe en 1901.